# Konon Berman-Jurin
Konon Borisovitj Berman-Jurin (ryska: Конон Борисович Берман-Юрин), född 1901 i Riga, död 25 augusti 1936 i Moskva, var en sovjetisk bolsjevikisk politiker av lettisk börd. 

## Biografi
I samband med den stora terrorn greps Berman-Jurin i maj 1936 och åtalades vid den första Moskvarättegången den 19–24 augusti 1936; enligt åtalet hade han tillsammans med andra tillhört en terrororganisation under Trotskijs ledning. Trotskij ska personligen ha beordrat honom att skjuta Stalin vid ett Komintern-möte. Berman-Jurin dömdes till döden och avrättades genom arkebusering den 25 augusti 1936. Berman-Jurins och de andra avrättades kroppar kremerades och deras aska begravdes på Donskojs begravningsplats.
Berman-Jurin rehabiliterades år 1988.